# رجلة الضبعة (بصية)
رجلة الضبعة وادٍ، في شمالناحية بصية بقضاء السلمان محافظة المثنى، بالبادية العراقية، جنوب العراق.